# 서촌초등학교 옥렬분교
서촌초등학교 옥렬분교는 경상남도 함안군 대산면 옥렬로 314 (옥렬리)에 있었던 분교이다.

## 연혁
- 1998년 3월 1일 옥렬분교장 폐교로 대산초등학교에 통합
- 1997년 2월 19일 제22회 졸업식(총 졸업생 307명)
- 1995년 3월 1일 2학급 편성
- 1982년 3월 1일 서촌초등학교 옥렬분교장으로 격하
- 1976년 2월 21일 제1회 졸업장 수여식
- 1975년 3월 1일 옥렬초등학교로 승격
- 1973년 3월 1일 개교(5학급)
- 1972년 11월 16일 교실 및 부속 건물 준공
- 1971년 8월 24일 대산국민학교 옥렬분교로 설립인가